# Gordon Parks
Gordon Parks, Sr., född 30 november 1912 i Fort Scott i Kansas, död 7 mars 2006 i New York i New York, var en amerikansk filmregissör, fotograf och författare. 
Parks startade som fotograf och arbetade under en lång period för den amerikanska veckotidningen Life Magazine.
Gordon Parks var den förste afroamerikanske regissör som regisserade en film för ett stort amerikanskt filmbolag, i detta fall Warner Brothers. Filmen var The Learning Tree (1969). 
Han regisserade också den så kallade blaxploitationfilmen Mitt namn är Shaft, 1971) som blivit en kultfilm. Även hans son, Gordon Parks Jr., regisserade filmer inom blaxploitationgenren.

## Karriär
Vid 25 års ålder slogs Parks av fotografier av migrerande arbetare i en tidning. Han köpte sin första kamera, en Voigtländer Brillant, för 7,50 dollar i en pantbank i Seattle och lärde sig själv att fotografera. Fotografen som framkallade Parks första filmrullar berömde honom och uppmanade honom att söka ett modeuppdrag i en damklädaffär i St. Paul, Minnesota.
Dessa fotografier uppskattades av Marva Louis, hustru till boxningsmästaren Joe Louis.
Hon uppmuntrade Parks och hans fru, Sally Alvis, att flytta till Chicago 1940, där han startade ett porträttföretag och specialiserade sig på fotografier av samhällskvinnor.
Parks dokumentera afroamerikaner över hela staden, för detta fick han Julius Rosenwalds stipendium 1942. Han började därefter att arbeta för  Farm Security Administration.
Gordon Parks var gift och skild tre gånger, han hade senare ett mångårigt förhållande med Gloria Vanderbilt.

## Filmografi i urval
- Diary of a Harlem Family (1968) (manus, kortfilm)
- The Learning Tree (1969)
- Mitt namn är Shaft (1971)
- Shaft rensar stan (1972)
- Leadbelly (1976)
- Solomon Northup's Odyssey (1984)
- Moments Without Proper Names (1987)
- Shaft (2000)

## Böcker
- Flash Photography (1947)
- Camera Portraits: Techniques and Principles of Documentary Portraiture (1948)
- The Learning Tree (1964)
  - Kunskapens träd (översättning Maj Sjöwall och Per Wahlöö) (Lindqvist, 1965)
- A Choice of Weapons (1967)
- Born Black (1970)
- To Smile in Autumn (1979)
- Voices in the Mirror: an autobiography (1990)
- The Sun Stalker (2003)
- A Hungry Heart (2005)

## Galleri

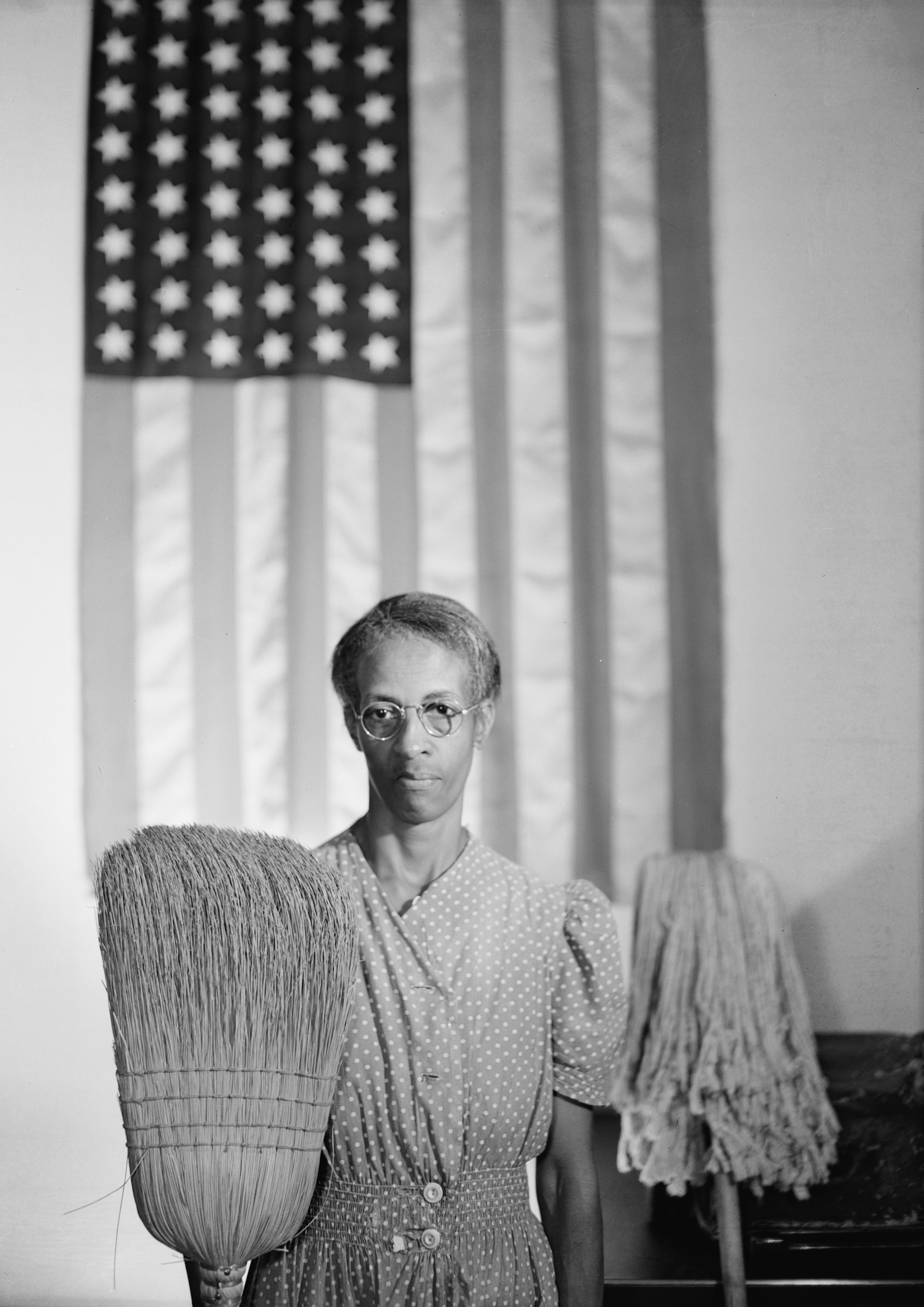
American Gothic Städerskan Ella Watson 1942.
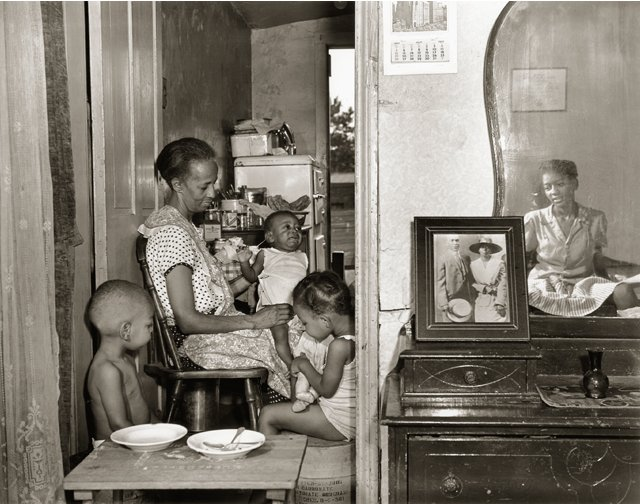
Ella Watson med familj ur serien för Farm Security Administration.
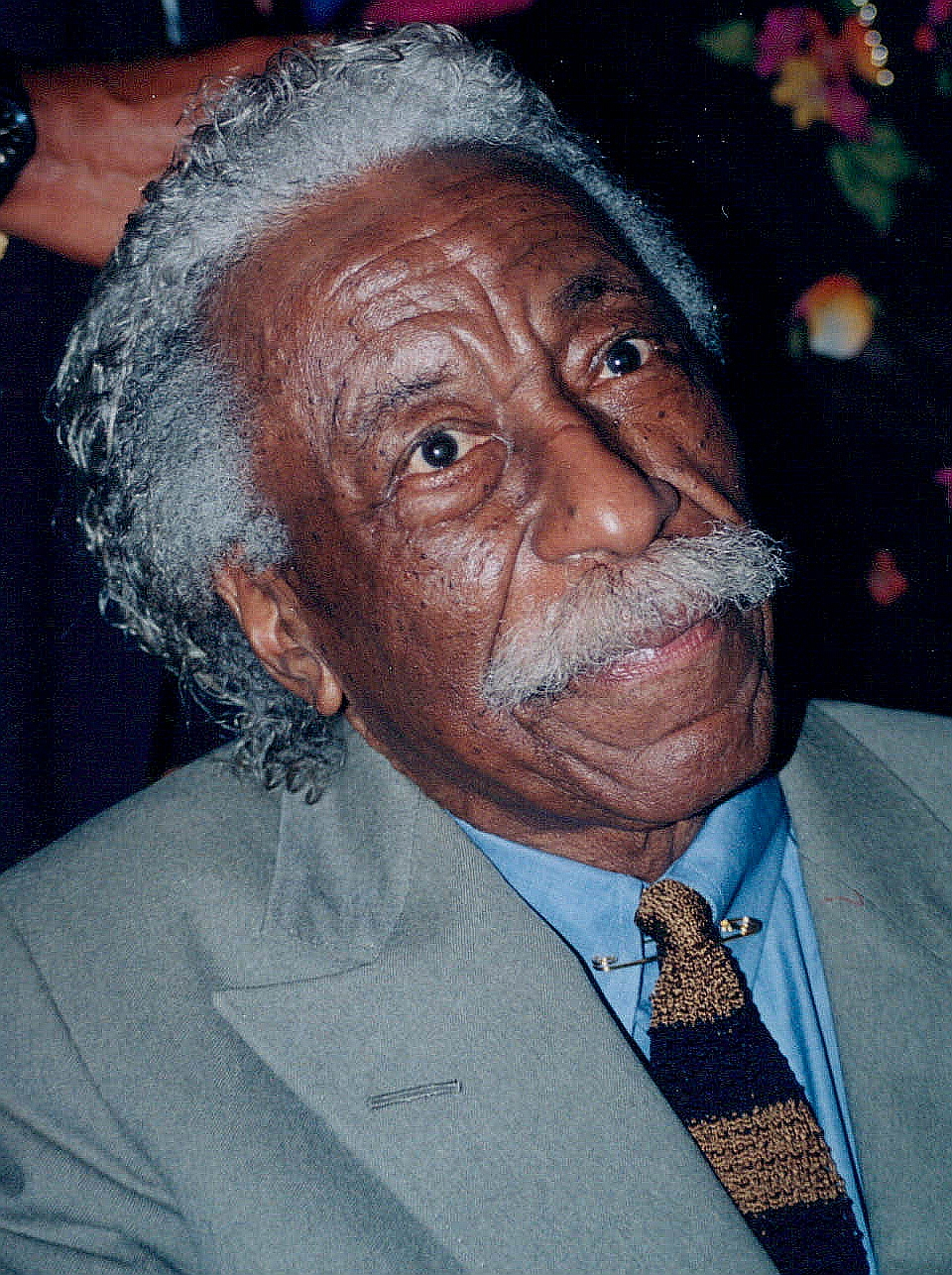
Gordon Parks  2000.